# Zoilamérica Ortega Murillo
Zoilamérica Ortega Murillo (nacida Narváez Murillo) (Managua, 13 de noviembre de 1967) es una asesora nicaragüense para Comunidad Casabierta, una organización de derechos LGBTI en Costa Rica. Es la hija mayor de la copresidenta de Nicaragua Rosario Murillo.

## Biografía
También fue miembro de la Asamblea Nacional de Nicaragua.
Su madre es Rosario Murillo y su padre fue Jorge Narváez Parajón, quien murió cuándo era niña. También es hijastra de Daniel Ortega, copresidente de Nicaragua.
En abril de 1989 fue la última vez que Ortega la violó, a través de un tercero. En septiembre de 1990 su madre la arrojó de la casa presidencial durante una crisis nerviosa, Zoilamérica estaba recuperándose de una operación en la pierna. A partir de los años 90, Zoilamérica  relató que su acoso sexual por parte del expresidente se volvió telefónico ya que ella estaba estudiando en Bolonia y llegó a contactarla todas las semanas.
En febrero de 1998, acusó a su padrastro, Daniel Ortega, de abusar sexualmente de ella de niña desde 1978, relatando toda su experiencia con Ortega desde su exilio por el régimen de Somoza, su regreso por la Revolución Sandinista, la cruzada de alfabetización y la derrota electoral de Ortega de 1990 y la relación con su madre.
En su relato declaró su experiencia de abusos por parte del caudillo sandinista; 

Él (Daniel Ortega) eyaculó sobre mi cuerpo para no correr riesgos de embarazos, y así continuó haciéndolo durante repetidas veces; mi boca, mis piernas y pechos fueron las zonas donde más acostumbró echar su semen, pese a mi asco y repugnancia. Él ensució mi cuerpo, lo utilizó a como quiso sin importarle lo que yo sintiera o pensara. Lo más importante fue su placer, de mi dolor hizo caso omiso.

## Caso similar de abuso sexual relacionado con Ortega
Está el caso de Elvia Junieth exiliada con su familia en Miami que también denunció que fue abusada por el presidente en 2005 y, según la familia, de esa relación nació una niña que Ortega no reconoció. Su hermano, Santos Sebastián Flores Castillo murió en la Cárcel Modelo Tipitapa en noviembre de 2021.